# Kádár Flóra
Kádár Flóra, (phát âm tiếng Hungary: [ˈkaːdaːr ˈflo:rɒ]), nhũ danh: Kádár Flóra Anna; (4 tháng 8 năm 1928 – 3 tháng 1 năm 2003) là một nữ diễn viên người Hungary.